# Haunted Chocolatier
Haunted Chocolatier (с англ. — «Призрачный шоколатье» или «Шоколадная кондитерская с привидениями») — будущая компьютерная игра в жанре симулятора шоколатье от ConcernedApe, разработчика Stardew Valley. У неё нет намеченной даты выхода.

## Игровой процесс
Haunted Chocolatier — это симулятор с элементами action/RPG. Персонаж игрока управляет кондитерским магазином. Игрок собирает ингредиенты для приготовления шоколадных кондитерских изделий, одновременно взаимодействуя с горожанами и привидениями. Игрок может завязывать романтические отношения с неигровыми персонажами и настраивать планировку своего магазина.
В бою игрок может использовать оружие и щиты для того, чтобы блокировать и отражать атаки.

## Разработка
Эрик Барони, известный в профессиональной среде как ConcernedApe, начал разрабатывать Haunted Chocolatier в 2020 году. После своего инди-хита Stardew Valley Барони запланировал аналогичный процесс сольной разработки, в котором он будет делать всё самостоятельно. В октябре 2021 года он анонсировал игру с помощью геймплейного трейлера и запустил промо-сайт. Барони одновременно работает над другой неанонсированной игрой.
Haunted Chocolatier и Stardew Valley имеют схожий стиль пиксельной графики и, как ожидается, будут иметь некоторую связь. Несмотря на более мрачную тематику Haunted Chocolatier, такую как за́мок с привидениями и призраки, он хотел того, чтобы игра была «воодушевляющей и жизнеутверждающей», и не считает эту тематику отрицательной.
Haunted Chocolatier изначально планируется выпустить на PC, хотя разработчик заинтересован и в других платформах. У игры нет установленной даты выпуска.
3 октября 2023 года Барони выложил несколько изображений Haunted Chocolatier в Твиттер в честь достижения 1 миллиона подписчиков на этой платформе.